# Власта Миладиновић
Властимир Власта Миладиновић (Каменаре, 1940) је српски ликовни педагог, вајар и мајстор камена који живи и ствара на Умци

## Биографија
Професор доктор Властимир Власта Миладиновић рођен је у селу Каменару, код Крушевца 1940. године. Завршио је Академију ликовних уметности у Београду, одсек вајарство. Дуги низ година бавио се педагошким радом и предавао је методику ликовне културе на Дефектолошком факултету у Београду  . Његове скулптуре представљене су на бројним самосталним и колективним изложбама међу којима су изложбе у Галерији Крушевац и Кући Ђуре Јакшића.
Власта Миладиновић користи камен и дрво као основне материјале за израду својих скулптура. Статуе и портрети које он клеше у камену на традиционалан начин, како то чине вајари од памтивека до данас, имају јасне, али сведене, прочишћене форме, уз снажне асоцијативне елементе, по угледу на домаће мајсторије из прве половине прошлог века.
Основна снага стваралачког опуса Власте Миладиновића су управо психолошке студије, портрети ухваћени у одређеном  моменту, у емоцији, расположењу, осећању, гримаси, маниру. Како тематски, тако и изражајно разликују се његови радови у камену и дрвету. Док на једној страни негује еротску ноту својих путених жена и страсних парова разголићених у крошњи дрвећа, с друге стране у камену ради углавном портрете у пуној пластици.
Ретроспектива његових радова објављена је у књизи "Рођење Светог Саве - скулптуре за гледање и додиривање". Живи и ствара на Умци. 